# Aixa (álbum)
Aixa es duodécimo álbum de estudio de la banda de Rock española Medina Azahara, publicado el 1 de octubre de 2003 por la discográfica Avispa Music. 

## Detalles
‘Aixa’ tiene como telón de fondo a la ciudad natal de Medina Azahara, la bellísima ciudad de Córdoba, a la que han dedicado una preciosa canción en la que interviene la Orquesta de la ciudad, un poco al estilo de los experimentos orquesta – grupo de Rock a los que han sido tan dados Deep Purple o -más recientemente- Scorpions, y que es ese clásico medio tiempo tipo himno tan típico de Medina, que nos regala además una letra llena de poesía y que refleja perfectamente esa sensación de embrujo que la milenaria ciudad andaluza posee en todos sus rincones (“...Dicen de Ti que siempre estás sola/ que eres sultana y que enamoras/ que aquel que viene nunca se va...”). 
Pero no solo el hechizo de “Córdoba” caracteriza a ‘Aixa’. Destacan también la colaboración de Antonio Orozco, conocido fan del grupo, en “El Vaivén del Aire”; "Vivir Por La Paz" y "Pegado Al suelo", que funcionaron muy bien en directo o "Rompe Esa Cruz", una de las canciones más rápidas y potentes hechas por el grupo en su historia, rozando el Power Metal. 
Este disco será recordado también por la logradísima versión que hizo Medina de los alemanes Scorpions: “Wind Of Change”, que ellos adaptaron al castellano y supieron imprimirle su sello personal, llegando un momento en que se te olvida que es una canción de Scorpions. 
La publicación de ‘Aixa’ les hace lograr que en abril de 2004 reciban los dos Premios de la Música a los que estaban nominados, sobrepasando a bandas de la talla de Mägo de Oz, Dover y Fito & Fitipaldis: mejor disco de Rock por ‘Aixa’ y mejor canción Rock por “Córdoba”, galardones en los que se demuestra que por fin se reconoce a una banda de culto en todos los ámbitos musicales.

## Lista de canciones
1. "Puerta Al Mundo" - 2:22
2. "Córdoba" - 4:37
3. "El Vaivén Del Aire" (con Antonio Orozco) - 4:17
4. "Azahara" - 4:37
5. "Vivir Por La Paz" - 4:12
6. "La Verdad" - 5:05
7. "Rompe Esa Cruz" - 3:40
8. "Pequeños Clavos" - 4:12
9. "Sobrevivir" - 3:42
10. "Buscando Empezar" - 4:00
11. "No Me Pidas Más" - 4:50
12. "Se Acabó" - 3:57
13. "Pegado Al Suelo" - 3:37
14. "Wind Of Change (Vientos De Cambio)" - 5:46
15. "Córdoba" (Videoclip)

## Créditos
- Manuel Martínez - voz
- Paco Ventura - guitarras
- José Miguel Fernández - bajo
- Manu Reyes - batería
- Manuel Ibáñez - teclados (músico invitado)
- Orquesta de Córdoba, dirigida por Gloria Isabel Ramos Triano